# Zu

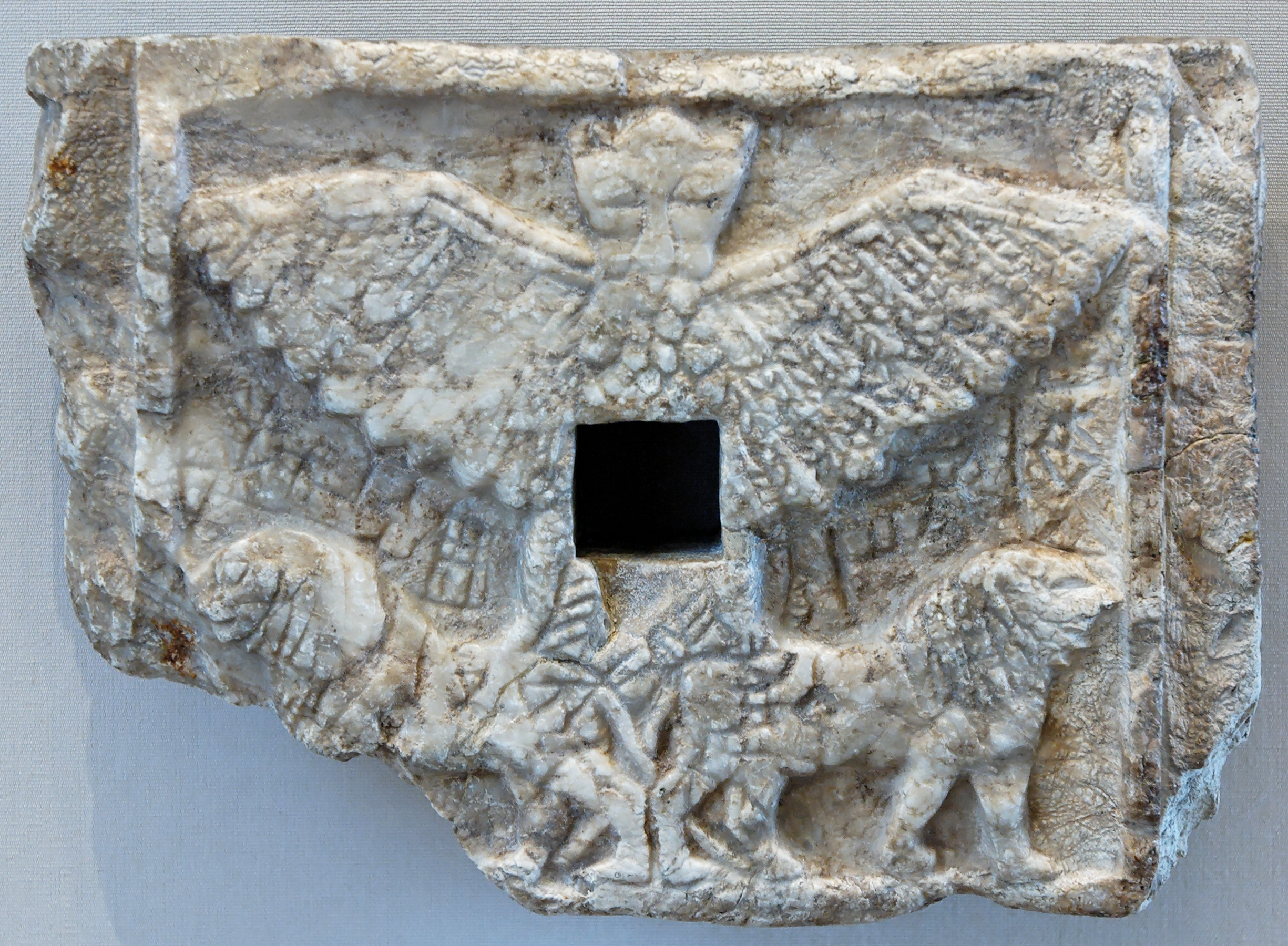
En bild på Zu

Zu, även kallad Azu och Imdugud, var en mindre gudom inom mesopotamisk mytologi. Den var en fågelgestalt som stal ödets tavlor från gudarna. Zu var son till fågelgudinnan Siris. Både Zu och Siris avbildas ofta som massiva fåglar som kan spruta vatten och eld, även om Zu ibland istället avbildas som en lejonhövdad örn.